# Thorbjörn Fälldin

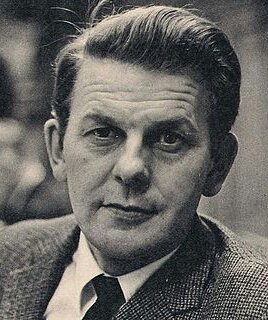
Thorbjörn Fälldin (1967)

Nils Olof Thorbjörn Fälldin [ˌnils ˈuːlɔf ˈtuːrbjøːɳ ˈfɛlˌdin] (* 24. April 1926 in Västby bei Högsjö, Ångermanland; † 23. Juli 2016 in Ramvik, Ångermanland) war ein schwedischer Politiker (Centerpartiet). Er bekleidete 1976 bis 1978 und erneut von 1979 bis 1982 das Amt des Ministerpräsidenten.

## Leben und Karriere
Fälldin kam aus Norrland und war Landwirt, das Abitur legte er 1945 nach Fernunterricht ab. Schon sein Vater war Mitglied des damaligen Bondeförbundet („Bauernbund“), der sich 1957 in Centerpartiet („Zentrumspartei“) umbenannte, und leitete den Ortsverband in Högsjö. Thorbjörn Fälldin engagierte sich in der Jugendorganisation der Partei und war von 1950 bis 1955 deren Vorsitzender in der Landschaft Ångermanland. Er wurde 1958 erstmals in den Reichstag gewählt, dem er bis 1964 und erneut ab 1967 angehörte. 
Ab 1966 war er Vorstandsmitglied und ab 1971 Parteivorsitzender der Zentrumspartei, er löste den langjährigen Vorsitzenden Gunnar Hedlund ab. In dieser Zeit steigerte sich die Popularität der agrarischen Partei, die unter Fälldin auch Umweltthemen bediente, stark. Bei der Reichstagswahl 1973 holte sie mit 25,1 Prozent der Stimmen das beste Ergebnis in ihrer Geschichte. Nach der Reichstagswahl 1976 wurde Fälldin als erster nicht-sozialdemokratischer Politiker seit 40 Jahren Ministerpräsident und löste damit Olof Palme ab. Er leitete eine Koalition aus Zentrumspartei, der liberalen Folkpartiet und den konservativen Moderaten. Wegen Uneinigkeit in der Frage der Nutzung der Kernenergie – Fälldin selbst war ein profilierter Gegner der Atomkraft – zerbrach die Koalition jedoch im Oktober 1978 und wurde durch die liberale Minderheitsregierung Ola Ullstens abgelöst.
Bei der Wahl 1979 gewannen die bürgerlichen Parteien noch einmal die Mehrheit, und obwohl nun die Moderaten und nicht mehr die Zentrumspartei die größte bürgerliche Fraktion stellten, wurde Fälldin erneut zum Ministerpräsidenten einer bürgerlichen Dreierkoalition gekürt. Die zweite Regierung Fälldin zerfiel ähnlich wie die erste nach zwei Jahren, diesmal nach Auseinandersetzungen um die Steuerpolitik. Fälldin bildete eine Minderheitsregierung aus Zentrumspartei und Liberalen, die bis zur Wahl 1982 von den Moderaten parlamentarisch toleriert wurde. Dann gab es wieder eine linke Mehrheit und der Sozialdemokrat Olof Palme kehrte an die Regierungsspitze zurück. Nach weiteren Verlusten bei der Reichstagswahl 1985, bei der seine Partei nur noch 12,4 Prozent erhielt, trat Fälldin vom Amt des Parteivorsitzenden zurück. Seine Nachfolgerin war Karin Söder. Anschließend verließ er auch den Reichstag und zog sich auf seinen Bauernhof in Ramvik zurück.
In seine Amtszeit fiel der "Whiskey on the Rocks" Vorfall, die Strandung eines sowjetischen U-Bootes innerhalb der militärischen Schutzzone um Karlskrona.